# Alongatepyris
Alongatepyris (лат.) — род ос-бетилид из подсемейства Scleroderminae (Bethylidae). Встречаются в Неотропике. 2 вида.

## Описание
Мелкие осы. Этот род выделяется среди подсемейства тем, что его тело чрезвычайно уплощено, костальная ячейка закрыта, длина первой кубитальной ячейки меньше половины длины радиальной ячейки и полностью разделена срединно-кубитальной жилкой. Жвалы с 3 или 4 зубцами. Жгутик усика 11-члениковый. Lanes & Azevedo (2008) считают уменьшенный размер первой кубитальной ячейки единственной синапоморфией, которую Alongatepyris разделяет с Thlastepyris, своей сестринской группой.
- Alongatepyris platunissimus Azevedo, 1992[3]
- Alongatepyris ingens Vargas & Azevedo, 2008[4]